# 李帶溵
李帶溵（英語：Rhee Dae-Eun，1989年3月23日—），是韓國的棒球運動員之一，曾效力於日本職棒千葉羅德海洋隊及韓國職棒KT巫師隊，守備位置為投手，2022年季前宣布引退。

## 生平

### 美國職棒時期
2007年自信一高等學校畢業後，隨即和芝加哥小熊隊簽下小聯盟合約，不過隔年就動了Tommy John手術，2014年升上3A，共登板9場比賽，3勝2敗，防禦率3.75。

### 日本職棒時期
2014年12月25日，和日本職棒千葉羅德海洋隊簽下合約，開啟旅日生涯，當時以片假名「イ・デウン」作為登錄名，並在2015年入選世界棒球12強賽韓國棒球代表隊，但2016年只出賽3場比賽，季後遭到釋出。

### 韓國職棒時期
2017年1月12日，到韓國職棒二軍的警察棒球隊服役，由於其未曾與韓職球團簽約過便旅外，依規定回國時必須服球監2年，因此產生屆時加入二軍球隊卻無法出賽的情況，因此韓職在2016年10月11日緊急設立解套的「李帶溵條款」，更改為球員只要在世界棒球經典賽、世界棒球12強賽、奧運與亞洲棒球錦標賽等韓職認定的國際賽事代表韓國隊出賽過，未來進入二軍尚武隊或警察隊時便可不受球監限制，可在二軍出賽。
2018年9月10日，已經服役完畢的李帶溵報名韓國職棒選秀會，被KT巫師隊於第一指名選中，成為該年選秀會的選秀狀元。
2022年1月13日，因受到傷勢困擾，因此宣布退休，結束12年的職棒生涯。

## 職棒生涯成績

### 日本職棒
| 年度 | 球隊         | 出賽 | 先發 | 勝投 | 敗投 | 中繼 | 救援 | 完投 | 完封 | 四死 | 三振 | 責失 | 投球局數 | 自責分率 | 被上壘率 |
| ---- | ------------ | ---- | ---- | ---- | ---- | ---- | ---- | ---- | ---- | ---- | ---- | ---- | -------- | -------- | -------- |
| 2015 | 千葉羅德海洋 | 37   | 17   | 9    | 9    | 4    | 0    | 0    | 0    | 63   | 106  | 51   | 119.2    | 3.84     | 1.54     |
| 2016 | 千葉羅德海洋 | 3    | 1    | 0    | 0    | 1    | 0    | 0    | 0    | 4    | 2    | 4    | 5.0      | 7.20     | 2.00     |
| 合計 | 2年          | 40   | 18   | 9    | 9    | 5    | 0    | 0    | 0    | 67   | 108  | 55   | 124.2    | 3.97     | 1.56     |

### 韓國職棒
| 年度 | 球隊   | 出賽 | 先發 | 勝投 | 敗投 | 中繼 | 救援 | 完投 | 完封 | 四死 | 三振 | 責失 | 投球局數 | 自責分率 | 被上壘率 |
| ---- | ------ | ---- | ---- | ---- | ---- | ---- | ---- | ---- | ---- | ---- | ---- | ---- | -------- | -------- | -------- |
| 2019 | KT巫師 | 44   | 8    | 4    | 2    | 0    | 17   | 0    | 0    | 39   | 59   | 39   | 86.0     | 4.08     | 1.49     |
| 2020 | KT巫師 | 20   | 4    | 0    | 4    | 0    | 1    | 0    | 0    | 13   | 15   | 19   | 29.1     | 5.83     | 1.67     |
| 2021 | KT巫師 | 31   | 0    | 3    | 2    | 9    | 1    | 0    | 0    | 11   | 22   | 12   | 31.0     | 3.48     | 1.23     |
| 合計 | 3年    | 95   | 12   | 7    | 8    | 9    | 19   | 0    | 0    | 63   | 96   | 70   | 146.1    | 4.31     | 1.47     |

## 特殊事蹟
- 2015年3月29日，對福岡軟銀鷹隊日職初登板，先發主投6.1局失4分，獲得日職生涯首勝
- 2015年7月2日，對東北樂天金鷲隊於六局下登板0.2局無失分，獲得日職生涯首次中繼成功
- 2019年3月26日，對NC恐龍隊韓職初登板，主投五局99球被擊出包括3支全壘打在內的7支安打，另有3次奪三振及2次保送，失7分5責失，無關勝敗
- 2019年4月2日，對斗山熊隊先發4局失7分，吞下韓職生涯首敗
- 2019年5月16日，對起亞虎隊先發6局失1分，獲得韓職首勝

## 姓名登錄
- 李帶溵於效力千葉羅德海洋隊時期以片假名「イ・デウン」作為登錄名，而中文媒體多以音譯「李大恩」作為漢字姓名，直到2016年入伍服役時獲得本人正名為「李帶溵」[4]。
- 李帶溵的英文拼音為「Rhee Dae-Eun」，並非李姓常用的「Lee Dae-Eun」，理由是父親比較喜歡「Rhee」作為登錄名，因此在小聯盟時期便以「Rhee Dae-Eun」登錄。

## 外部連結
- 李帶溵在台灣棒球維基館上的頁面（繁體中文）
- 李大恩在美國職棒（英语）
- 李大恩在日本職棒（英语）
- 李大恩在Baseball-Reference.com（小聯盟以及海外聯盟）（英语）
- 李大恩在ESPN（MLB）（英语）
- 李大恩在FanGraphs.com（英语）
- 李大恩在The Baseball Cube（英语）